# Solarenergiezentrum Stuttgart

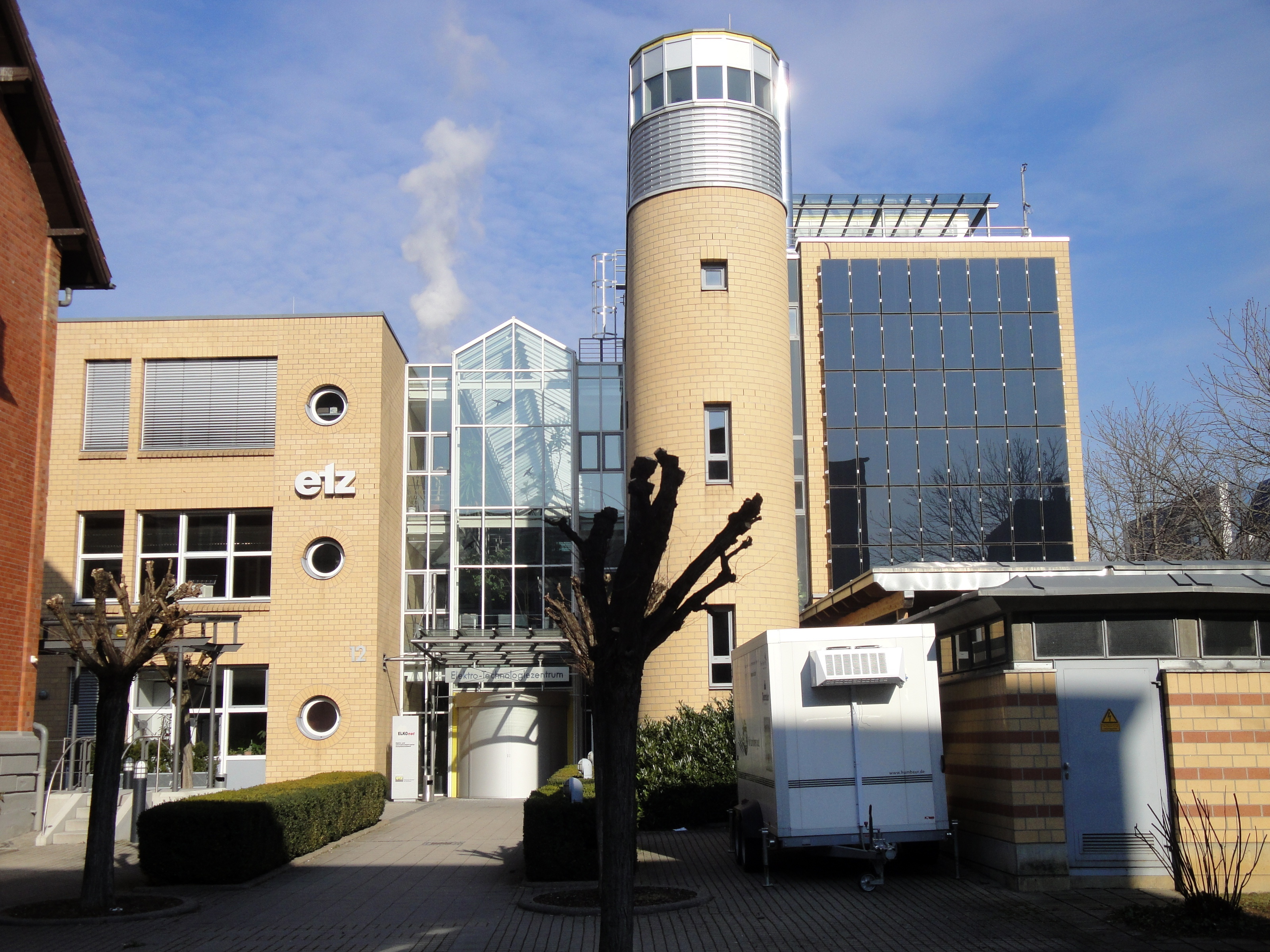
Elektro Technologie Zentrum in Stuttgart-Bad Cannstatt, Sitz des Solar Energie Zentrums

Das Solarenergiezentrum (sez) in Stuttgart wurde 1996 gegründet und bildete seither zahlreiche Fachleute im Bereich kommunales Energiemanagement, dezentrale Energietechnik, Gebäudeenergieberatung, regenerative Energietechnik und Solartechnik aus. Für das Blended-Learning-Konzept ist es 2003 vom Adolf-Grimme-Institut als „Best Practice“ ausgezeichnet worden. Im Jahre 2005 wählte die Jury des Nationalkomitees der UNESCO den angebotenen „Solarteur – Fachkraft für Solartechnik“ als offizielles „Dekade-Projekt“ aus.
Das sez Stuttgart agiert in bundesweiten Wissensnetzwerken und ist Mitglied der Deutschen Gesellschaft für Sonnenenergie e.V. (DSG). Im Bereich der beruflichen Bildung beteiligt es sich in bundesweiten und internationalen Fachausschüssen.